# Xã Campbell No. 2, Quận Greene, Missouri
Xã Campbell số 2 (tiếng Anh: Campbell No. 2 Township) là một xã thuộc quận Greene, tiểu bang Missouri, Hoa Kỳ. Năm 2010, dân số của xã này là 1.886 người.